# Brassavola
Brassavola é um género botânico pertencente à família das orquídeas (Orchidaceae). Foi publicado por Robert Brown em Hortus Kewensis; The second edition 5: 216, em 1813. O nome deste gênero é uma homenagem ao italiano Antonio Musa Brassavola, professor de medicina em Ferrara. Sua espécie tipo é a Brassavola culullata, por R. Brown remanejada do gênero Epidendrum, onde John Lindley a havia classificado em 1763.

## Distribuição
Este gênero é composto por espécies epífitas, eventualmente rupícolas, de crescimento cespitoso, ou subcespitoso, ascendente ou pendente, ocorrendo da América Central e Caribe ao sul do  Brasil.

## Descrição
Apesar do gênero contar poucas espécies, estas são bastante difíceis de identificar. Conforme a referência que consultemos são citadas de doze a vinte espécies válidas, algumas consideradas válidas por uns, são consideradas sinônimos por outros. As espécies brasileiras, que se dividem em três grupos, com poucas exceções, são muito parecidas e suas flores praticamente iguais. A variação que se encontra é tão pequena que poderia ser considerada variação dentro de uma mesma espécie. Alguns dos critérios utilizados para separa-las são observar a morfologia vegetativa, seu tamanho, número de flores, e principalmente saber sua procedência. Enfim, os taxonomistas não concordam e não se chega a uma classificação confiável. Reduzimos aqui as espécies citadas às espécies válidas mais prováveis, mas algumas dessas podem ser sinônimos.
São por plantas de pseudobulbos cilíndricos quase imperceptíveis pois sua única folha constitui-se em um prolongamento roliço do mesmo e com ele se confunde, esta é mais ou menos longa e acuminada, ereta ou pendente. Da base das folhas, e mais curta que estas, brota a inflorescência com uma a muitas flores brancas, ou de tons pálidos de creme ou verde, de labelo branco com ou sem mancha amarela ou esverdeada junto à base, que abrem simultaneamente, algumas muito perfumadas durante o fim da tarde e início da noite, vagamente lembrando limão.
As flores têm pétalas e sépalas muito estreitas, lanceoladas ou falciformes, bastante acuminadas, em rega bem abertas e de formatos parecidos. O labelo destaca-se muito, é amplo, simples, levemente côncavo, em algumas espécies com extremidade acuminada, ou margens serrilhadas.
Preocupando-nos apenas com sua morfologia, podemos dividi-las em quatro grupos principais: 
- Grupo da Brassavola reginae, que são plantas eretas e pequenas com poucas flores pequenas de labelo aveludado;
- Grupo da Brassavola cucullata, de flores longamente acuminadas com labelo algo serrilhado, e folhas compridas e pendentes;
- Grupo da Brassavola nodosa de diversas flores bem formadas, esverdeadas de labelo branco e plantas bastante robustas eretas e curtas;
- Grupo da Brassavola tuberculata com folhas pendentes e enorme quantidade de flores perfumadas de cores pálidas e tamanho médio.

## Filogenia
Segundo a filogenia publicada em 2000 por Cássio van den Berg et al., Brassavola forma com Myrmecophila, Guarianthe, Cattleyella, Rhyncholaelia e Cattleya um dos grandes grupos de Laeliinae, inserido entre os grupos de Prosthechea e de Sophronitis. Especificamente, Brassavola situa-se entre Cattleyella, que é o novo gênero para onde foi movida a Cattleya araguaiensis, e Cattleya. É importante notar que o trabalho de Van den Berg, principalmente no que se refere ao relacionamento entre os gêneros, ainda é um estudo preliminar, sua situação exata pode mudar com o resultado de mais testes.

## Cultivo
Normalmente as brassavolas são muito fáceis de se cultivar, sendo recomendadas especialmente para os cultivadores iniciantes. Para cuidar delas, você deve deixá-las em vasos que forneçam espaço para as raízes crescerem, como os cachepôs. Agora para regá-las, durante o seu período de crescimento, as brassavolas não gostam muito de ficar secas, por isso, regue frequentemente evitando que o substrato seque. Após a floração, diminua a frequência de regas, deixando o substrato seco por um pequeno período de tempo. A iluminação deve ser indireta, aplique a mesma iluminação que deve ser utilizada para as cattleyas, já a temperatura deve variar entre 10 °C e 33 °C e os substratos ideais são aqueles que fornecem uma boa aeração para as raízes.

## Lista de espécies
- Brassavola acaulis (América Central: Belize)
- Brassavola cucullata (do México ao N. da América do Sul)
- Brassavola duckeana (Brasil)
- Brassavola fasciculata (Brasil)
- Brassavola filifolia (Colômbia)
- Brassavola flagellaris (Brasil)
- Brassavola fragans (Brasil)
- Brassavola gardneri (Guiana Francesa, Brasil)
- Brassavola gillettei (Trinidad)
- Brassavola grandiflora (da América Central à Colômbia)
- Brassavola harrisii (Jamaica)
- Brassavola martiana (S. da América Tropical)
- Brassavola nodosa (do México à América Tropical)
- Brassavola reginae (Brasil)
- Brassavola retusa (da Venezuela e do N. do Brazil ao Peru)
- Brassavola revoluta (Brasil)
- Brassavola rhomboglossa (do CO. e S. do Brasil)
- Brassavola subulifolia (Jamaica)
- Brassavola tuberculata (do Brasil ao Peru e NE. da Argentina)
- Brassavola venosa (do SE. do México à América Central)